# Lithothamnion muelleri
Lithothamnion muelleri Lenormand ex Rosanoff, 1866  é o nome botânico  de uma espécie de algas vermelhas  pluricelulares do gênero Lithothamnion, subfamília Melobesioideae.
- São algas marinhas encontradas na Coreia, Austrália, Chile e Antártida.

## Sinonímia
- Archaeolithothamnion mirabile  Foslie, 1899
- Lithothamnion muelleri f. cingens   Foslie, 1900
- Lithothamnion gabrieli   Foslie, 1905
- Lithothamnion mirabile   (Foslie) Foslie, 1909
- Mesophyllum gabrielii   (Foslie) Adey, 1970